# Max Joseph von Pettenkofer

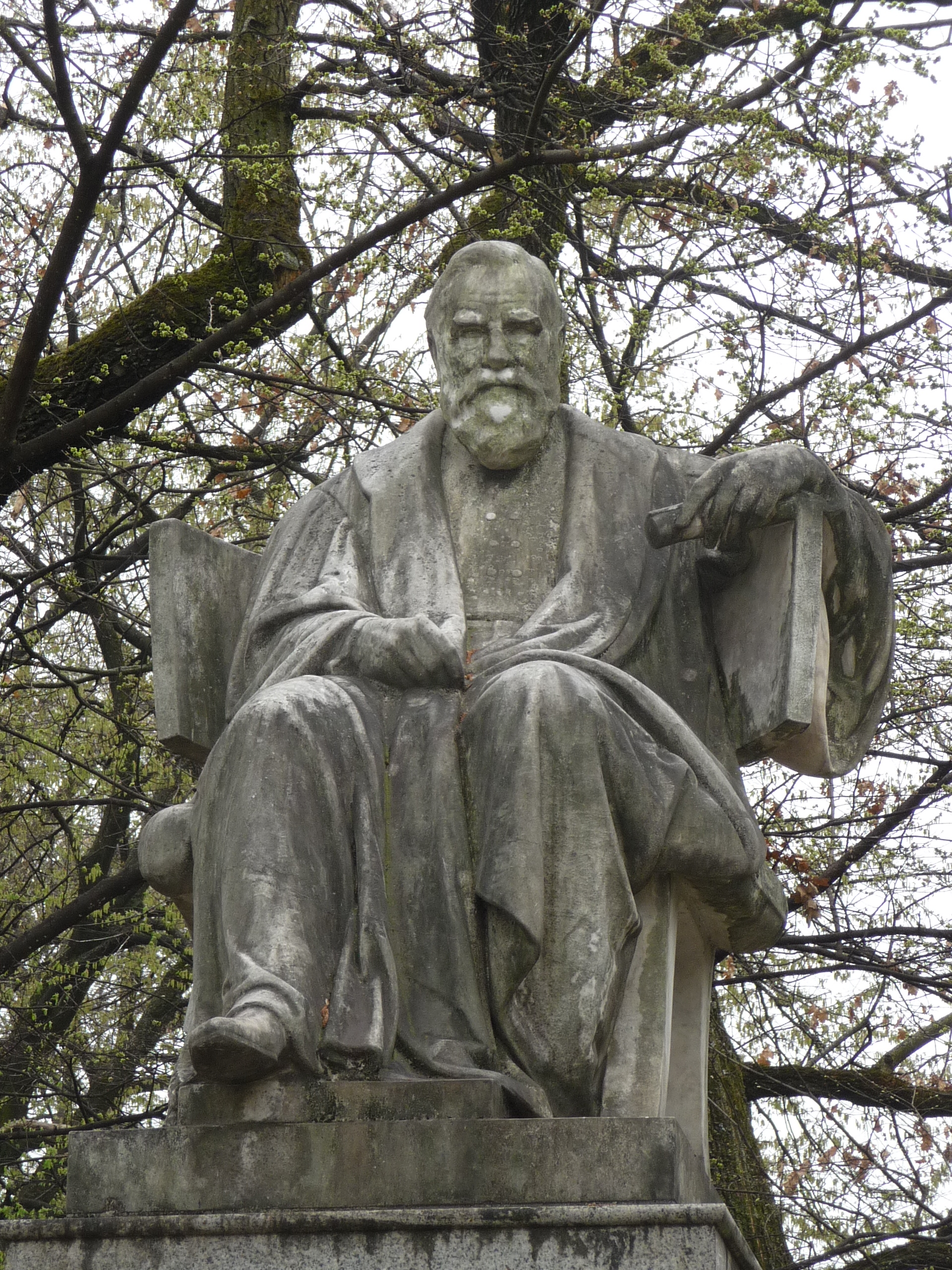
La statue de Pettenkofer se trouve place Maximilien, non loin de la fontaine des Wittelsbach, à Munich.

Max Joseph von Pettenkofer, né le 3 décembre 1818 à Lichtenheim (Bavière) et décédé le 10 février 1901 (à la suite de son suicide) à Munich, est un chimiste et hygiéniste bavarois.

## Biographie
Fils d'un paysan des tourbières du Danube, Max Josef Pettenkofer put, grâce aux subsides de son oncle, pharmacien de la cour de Bavière, fréquenter le lycée Wilhelm (Wilhelmsgymnasium) de Munich jusqu'en 1837 puis étudier les sciences naturelles et la médecine à l'Université de Munich. Ayant soutenu ses trois thèses de doctorat en médecine, chirurgie et obstétrique en 1843, il obtint pratiquement d'emblée sa patente de pharmacien. Il fit des recherches en Chimie à Wurtzbourg puis rejoignit le laboratoire de Justus von Liebig à Giessen.
En 1847, Pettenkofer est nommé Professeur de « Chimie médicale » à l’Université Louis-et-Maximilien de Munich, dont il sera le recteur en 1865. La même année, il devient le premier professeur d’Hygiène d'Allemagne et fonde à l'université le premier institut d’hygiène (1876-1879), avec l'appui du roi Louis II, auquel il avait exposé ce projet lors d'une audience privée en 1865 ; le souverain promulgue le 16 septembre 1865 un décret faisant de l'« hygiène », une discipline académique officielle. Avec son disciple Carl von Voit, le pathologiste Ludwig von Buhl (de) et le botaniste Ludwig Radlkofer, il lança le Zeitschrift für Biologie. En 1883 Pettenkofer se voit accorder un titre héréditaire ; De 1890 à 1899, il préside l’Académie bavaroise des sciences, mais démissionne de sa chaire d'université dès 1893. Il se suicide par arme à feu le 10 février 1901 dans ses appartements de pharmacien de la Cour, à Munich. Il est enterré à l'ancien cimetière du Sud (Munich).
Pour expliciter ses thèses sur la « théorie du milieu », il n'avait pas hésité à avaler un jour devant son public un bouillon de germes du choléra sans tomber malade.

## Œuvre scientifique
Les recherches les plus connues de Pettenkofer concernent l'hygiène, concept qu'il a lui-même défini et auquel il a donné sa problématique scientifique. Il en a fait une discipline autonome de la médecine, s'adressant aux administrateurs tout autant qu'aux ingénieurs, et dont les techniques se sont exprimées par exemple dans l'assainissement de la ville de Munich, laquelle est redevable à Pettenkofer de son réseau d'égouts et de sa première station d'épuration. Vers la fin du XIXe siècle, Munich passait pour l'une des villes les plus propres d'Europe.
Au début de sa carrière, il se consacre principalement à la chimie et à la physiologie : dans la première discipline, il regroupe des éléments chimiques partageant les mêmes propriétés (1850), jetant par là les bases du tableau périodique des éléments, sans toutefois mener ses conclusions à leur terme faute d'appui de la part de l’Académie bavaroise des sciences. Au sein du laboratoire de Justus von Liebig, il caractérise l'acide biliaire et travaille simultanément pour l'Atelier Royal de la Monnaie (Königliches Hauptmünzamt), où il améliore les procédés de coulée et de forgeage (1848–1849). En 1844, Pettenkofer isole la créatinine, un déchet important formé lors de la contraction musculaire, puis travaille à l'amélioration des ciments (1847), met au point un amalgame dentaire à base de cuivre (1848), décrit la fabrication du gaz d'éclairage à partir de bois (gaz de bois, 1851) et avec le physiologiste Carl Voit (1831–1908), décrit (vers 1860) les bilans métaboliques. Encore aujourd'hui, les appareils respiratoires fonctionnent sur le principe de Pettenkofer. Avec Justus von Liebig, il met au point un extrait de viande lyophilisé (que Liebig appela « Bouillon cube ») et qui sera produit en quantités industrielle à partir de viande bovine d'Argentine.
Avec Carl Voit, le pathologiste Ludwig Buhl (de) et le botaniste Ludwig Radlkofer, il a lancé le Zeitschrift für Biologie.
Pettenkofer consacra la seconde moitié de sa carrière à l'épidémiologie ; toutefois, ces recherches ont moins bien résisté à l'épreuve du temps que les précédentes, et n'ont plus aujourd'hui qu'un intérêt historique. Pettenkofer ne crut jamais que l'épidémie de choléra, qui s'était déclarée en 1854 à Munich, était déclenchée par la seule action d'un agent microbien, mais qu'elle tenait aussi à la nature des sols et à la qualité de l'eau de puits (Untersuchungen und Beobachtungen über die Verbreitung der Cholera, 1855) : c'est la « théorie tellurique » du choléra. Il défendit ce point de vue pendant des décennies, notamment lors de la conférence internationale sur le Choléra, tenue à Weimar en 1867, et même la découverte du bacille par Robert Koch ne le fit pas changer d'avis. Pour démontrer la fausseté de l'hypothèse de Robert Koch sur l'origine du choléra, Pettenkofer n'hésita pas à boire en public le 7 octobre 1892 une culture de bacilles cholériques, et miraculeusement ne développa pas d'infection. Ses étudiants, qui l'imitèrent ensuite, ne contractèrent pas la maladie, ou n'en eurent que des atteintes bénignes, ce qui conforta Pettenkofer dans ses vues. Il alla même jusqu’à supposer l'existence d'« un agent contagieux Y » qui, à l'instar d'un réactif chimique, déclenchait la maladie. La cartographie statistique des épidémies, aujourd'hui usuelle, a été introduite en épidémiologie par Pettenkofer et ses disciples. Pettenkofer défend la « théorie du milieu », d'après laquelle ce sont les conditions environnementales et la constitution des personnes qui préparent le terrain aux maladies, en opposition aux thèses de Robert Koch l'un des fondateurs de la bactériologie.
Pettenkofer avait une approche nettement naturaliste et expérimentale des phénomènes, et est considéré comme le fondateur de l’hygiène expérimentale. On peut retrouver jusque dans ses études sur l'hygiène vestimentaire, le chauffage, l'aération et l’assainissement cette méthode expérimentale. Comme son mentor von Liebig, Pettenkofer était adepte du Positivisme, c'est-à-dire qu'il ne considérait comme scientifiques que les seules lois tirées de l'observation et de l'expérience.
Walther Hesse devient son élève pendant un an, avant de rejoindre le laboratoire de Koch.
Pettenkofer est encore à l'origine d'une croyance toujours vivace de nos jours, selon laquelle certaines cloisons sont perméables à l'oxygène : il avait constaté lors de ses premières expériences de ventilation que dans des pièces qu'on croyait semblablement étanches vis-à-vis de l'extérieur, le taux de renouvellement de l'air intérieur était meilleur que ce que l'on avait prévu. Il crut pouvoir en déduire que l'air se renouvelait par des pores internes à la maçonnerie ; il est probable qu'il avait négligé en la circonstance d'obturer les cheminées des poêles qui se trouvaient dans les pièces examinées. Pettenkofer publia ainsi que le renouvellement de l'air intérieur par les murs contribuait de façon non négligeable à la purification de l'air intérieur.
Pettenkofer publia au total plus de 20 monographies et 200 articles originaux dans des revues scientifiques et médicales. Par ses découvertes en matière de chimie expérimentale, d’hygiène, de médecine de l’environnement et de diététique, il a bouleversé les connaissances biologiques de son temps. La biochimie lui est redevable de méthodes d'identification des sucres, de séparation des constituants de l'urine et d'arsenic. En reconnaissance de ses travaux scientifiques, il a été décoré le 24 janvier 1900 de l'ordre Pour le Mérite des Sciences et des Arts.

## Écrits
- Ueber das Vorkommen einer großen Menge Hippursäure im Menschenharne, Ann. d. Chemie u. Pharmacie 52 (1844) 86–90
- Notiz uber eine neue Reaction auf Galle und Zucker, Ann. d. Chemie u. Pharmacie 52 (1844) 90–96
- Ueber die Affinirung des Goldes und über die grosse Verbreitung des Platins, Munich. gelehrte Anzeiger 24 (1847) 589–598
- Ueber die regelmässigen Abstände der Aequivalentzahlen der sogenannten einfachen Radicale, Munich. Gelehrten Anzeiger 30 (1850) 261–272, Ann. d. Chemie u. Pharmacie 105 (1858) 187
- Ueber den Unterschied zwischen Luftheizung und Ofenheizung in ihrer Entwicklung auf die Zusammensetzung der Luft der beheizten Räume, Polytechn. Journal 119 (1851) 40–51; 282–290
- Untersuchungen und Beobachtungen über die Verbreitungsart der Cholera (1855). Munich
- "Ueber die wichtigsten Grundsätze der Bereitung und Benützung des Holzleuchtgases", Journal für praktische Chemie, 71 (1857), pp. 385–393;
- Ueber den Luftwechsel in Wohngebäuden (1858). Munich
- "Ueber die Bestimmung der freien Kohlensäure im Trinkwasser", Journal für praktische Chemie, 82 (1861) 32–40
- Ueber den Stoffverbrauch bei Zuckerharnruhr, Z. f. Biol. 3 (1867) 380–444
- Boden und Grundwasser in ihren Beziehungen zu Cholera und Typhus (1869). Munich
- Ueber Nahrungsmittel im Allgemeinen und über den Werth des Fleischextracts als Bestandtheil der menschlichen Nahrung insbesondere, Ann. d. Chemie u. Pharmacie 167 (1873) 271–292
- Vorträge über Canalisation und Abfuhr (1876). Munich
- Der Boden und sein Zusammanhang mit der Gesundheit des Menschen, Dtsch. Rundschau 29 (1881) 217–234
- Beleuchtung des königlichen Residenztheaters in München mit Gas und mit elektrischem Licht, Arch. f. Hygiene 1 (1883) 384–388
- Die Verunreinigung der Isar durch das Schwemmsystem von München (1890). Munich